# 蚕箔
蚕箔（さんぱく）は、蚕の飼育に用いられる長方形または円形の容器である。蚕架（蚕棚）に載せて使われる。
竹かごであることが多かった。六坪籠（「信州籠」とも）（3.5尺×2.5尺）と上州籠（5.25尺×3.25尺）があった。
大きさが手頃なので前者が用いられることが多かった。東北では、径2.5尺ほど、縁高2寸ほどの藁座、あるいは大きさは同じ竹製のものが用いられた。
円形のものは角が無いため作業しやすいが、蚕筵の形、また固定するのに不便であった。
これらのほかに、外框は幅2.5寸ないし3寸の貫で、底は葭簀張りのもの、鉄線を張ったものもあった。